# Tyrsener
Die Tyrsener, auch Tyrrhener genannt (altgriechisch attisch: Τυρρηνοί Tyrrhēnoí, ionisch: Τυρσηνοί Tyrsēnoí, dorisch: Τυρσανοί Tyrsānoí; lateinisch Tyrrheni), waren in der antiken griechischen Mythologie und Geschichtsschreibung die Bezeichnung bestimmter Bevölkerungsteile im Bereich des nordwestlichen Kleinasiens, aber auch auf den Inseln Lemnos, Imbros, Samothrake und Lesbos. Einer in der Antike und auch bis heute verbreiteten Auffassung zufolge waren sie mit den Etruskern eng verwandt, die von Etrurien ausgehend im 1. Jahrtausend v. Chr. eine einflussreiche Kultur und politisch-militärische Macht im Bereich der westlichen Apennin-Halbinsel, Sardiniens und Siziliens darstellten. Einzelnen Autoren zufolge wurden Tyrsener auch in ägyptischen Quellen um 1200 v. Chr. erwähnt (siehe im Abschnitt Seevölker).
Die heute als lemnisch bezeichnete Sprache der Tyrsener ähnelte – zeitgenössischen „Ohrenzeugen“ wie auch modernen Analysen von Inschriften zufolge – dem Etruskischen, und ebenso dieses dem Rätischen. Dies führte zum Vorschlag einer „ur-tyrsenischen“ oder „proto-tyrsenischen“ gemeinsamen Ursprache, die etwa um 1000 v. Chr. gesprochen wurde, und aus der diese drei Sprachen – die tyrsenischen Sprachen – hervorgingen.

## Etrusker
→ Hauptartikel: Etrusker
Das große Interesse galt hierbei den Etruskern, deren farbenfrohe und realistische Skulpturen hauptsächlich in Grabstätten Bewunderer und Touristen anziehen. Hinzu kommen die dort hinterlassenen zahlreichen Inschriften. Diese verwenden ein leicht lesbares, damals verbreitetes griechisches Alphabet. Die Sprache ist jedoch nicht indogermanisch, kaum einer anderen bekannten Sprachgruppe zuzuordnen, damit weitgehend unverständlich. Hieraus ergab sich das „Rätsel der Etrusker“. Die Tyrsener bildeten gewissermaßen einen „Hebelpunkt“, ein hypothetisches Konstrukt, mit dessen Hilfe dieses „Rätsel“ gelöst werden sollte.
Die Vorstellung der Tyrsener als einem den Etruskern verwandten Volk führte wohl dazu, dass sich „Tyrrhener“ als Synonym für „Etrusker“ durchsetzte und dass der von der Apennin-Halbinsel, Sardinien und Sizilien umgrenzte Teil des Mittelmeers als Tyrrhenisches Meer bezeichnet wurde. Alternativ wurde die Bezeichnung „Tyrrhener“ als authentisch betrachtet und auf ursprünglich angeblich typisch etruskische Wehrbauwerke – „tyrseis“ – zurückgeführt.
Es ist heute kaum üblich, die Tyrsener von den Etruskern zu unterscheiden. Dies mag wesentlich darauf beruhen, dass es auf die Wahl der Bezeichnung der Etrusker Italiens nicht ankommt, wenn man sich auf die Betrachtung der Etrusker Italiens beschränkt. Bei dieser Sichtweise spielt auch der lautliche Unterschied zwischen „Tyrsenern“ und „Tyrrhenern“ keine Rolle. Dem gegenüber ist die Unterscheidung im vorliegenden Artikel aus folgenden Gründen sinnvoll:
1. Es wird behauptet, dass die ägäische Insel Lemnos um 700 v. Chr. von Tyrsenern erobert wurde. Dass es sich dabei um aus Italien angereiste Etrusker gehandelt haben sollte, wird von den meisten nicht geteilt.
2. Für die Herstellung von Bezügen der auf der Apennin-Halbinsel wohnenden Etrusker zu im Ostmittelmeer agierenden Völkern kommt es auf den Zischlaut in „Tyrsener“ an, der in „Tyrrhener“ fehlt.
3. „Tyrsener“ war die Schreibweise, die von deutschsprachigen Historikern um 1900 herum in der Diskussion um Bezüge der in Italien wohnenden Etrusker zu im Ostmittelmeer agierenden Völkern und um die auf die Logographen zurückgehende „Pelasgerfrage“ gebraucht wurde.

## „Seevölker“
→ Hauptartikel: Seevölker
Durch archäologische Funde in Ägypten im 19. und 20. Jahrhundert und andere Schriftquellen der Zeit entstand die Vorstellung eines „Seevölkersturms“, der zum Ende der Bronzezeit – im 12. und 11. Jahrhundert v. Chr. – vorderorientalische Zivilisationen bedroht und zum Teil niedergerissen haben soll. Die ägyptischen Inschriften nennen Ethnien, die durch Abgleich etwa mit hethitischer Korrespondenz oder der biblischen Überlieferung identifiziert und lokalisiert werden können (Lykier, Philister, Kreter [Keftiu], Danuna/Danaer usw.).
Andererseits wurde etwa behauptet, bei einem der einfallenden Völker – „Trš.w“ (Tur[u]ša, Turiša) – handele es sich einfach um die Etrusker. Ähnlich wurde erwogen, es seien Bewohner Sardiniens – Šardana – oder Siziliens – Šekeleš – oder Tjeker (auch als Sikeler umschrieben) gewesen. Derartige Lokalisierungen im schon westlichen Mittelmeerraum sind mit vorderasiatischer Korrespondenz nicht zu belegen. Allerdings liegt die Vorstellung nahe, dass verschiedene Völkerschaften zunächst erfolglos an vorderasiatischen und afrikanischen Küsten Fuß zu fassen versuchen, dabei auf letztlich abweisende Ägypter und Libyer treffen und sich schließlich im Bereich des „Tyrrhenischen“ Meers niederlassen. Zudem machen Funde mykenischer Keramik, zypriotischer Kupferbarren und anderer ostmediterraner Importe auf Sardinien sowie Keramik sardischen Ursprungs in Kommos (Südkreta) Reisen zwischen Sardinien und dem vorderen Orient schon in der Bronzezeit denkbar. Alternativ wird etwa angeboten, dass sich die Šekeleš als nördliche Nachbarn der Philister niederließen und dort mit der Zeit in der Nachbarbevölkerung aufgingen – oder untergingen (archäologischer Brandhorizont). Die Namensähnlichkeit mit dem eher autochthon italischen Volk der Sikeler (auch Sikuler genannt), die, vom Festland kommend, im 13. Jahrhundert v. Chr. die sikanische Bevölkerung aus dem Osten Siziliens verdrängten, könnte insofern reiner Zufall sein. Analog oder ähnlich könnte es sich mit den Šardana und Turiša verhalten.
Lautlich drängt sich die Gleichsetzung der Turša mit den Tyrsenern auf; sie gewinnt in Bezug auf das Piratenvolk der Tyrsener in der griechischen Dichtung an Reiz. Schwieriger ist es, das um 1200 v. Chr. erwähnte Volk der Turša mit den historischen Tyrsenern zu identifizieren, die erstmals um 700 v. Chr. als Eroberer der ägäischen Insel Lemnos fassbar werden, oder mit den Etruskern, die erstmals um 800 v. Chr. in Nordwestitalien fassbar werden und sich selbst „Rasenna“ nannten. Der Schlüssel zur Gleichsetzung letzterer mit den Turša besteht in der von antiken griechischen Autoren vorgenommenen Gleichsetzung der Etrusker mit den Tyrsenern. 